# 石原秀昭
石原 秀昭（いしはら ひであき）は、日本の元郵政・総務官僚。総務省大臣官房技術総括審議官等を経て、日本無線協会理事長。

## 人物・経歴
1966年山梨県立甲府第一高等学校卒業。1970年山梨大学工学部電子工学科卒業、郵政省入省。1989年郵政省電気通信局電波部監視管理課長。1991年郵政省放送行政局技術課長。1993年宇宙開発事業団計画管理部主任開発部次長。1995年郵政省北海道郵政監察局長。1996年郵政省北海道電気通信監理局長。1998年郵政省近畿電気通信監理局長。1999年郵政省電気通信局電波部長。2001年総務省総合通信基盤局電波部長。同年総務省大臣官房技術総括審議官。退官後、日本無線協会理事長、日本アマチュア無線振興協会評議員。2018年瑞宝中綬章受章。